# Dendrochirotida
Ordre
Les Dendrochirotida sont un ordre d'animaux marins de la classe des holothuries (concombre de mer).

## Description et caractéristiques

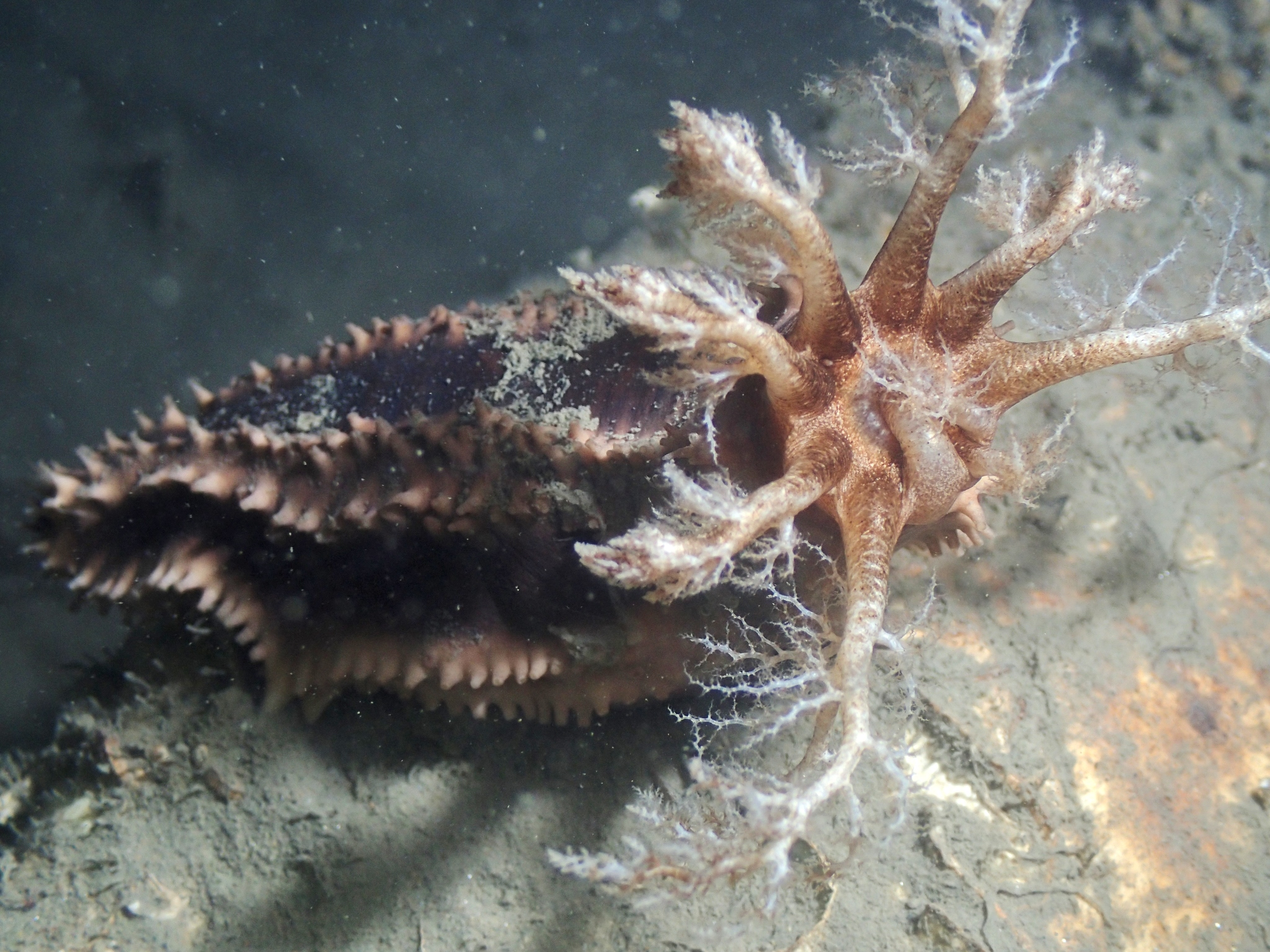
Une Ocnus planci de Méditerranée.

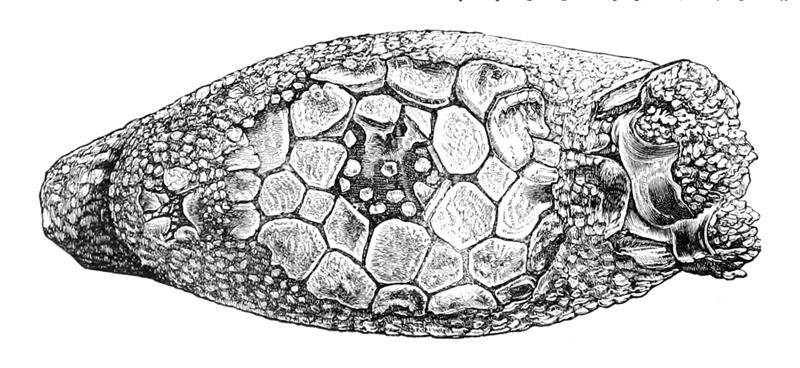
Les Psolidae ont souvent le dos protégé par des plaques minéralisées.

Cet ordre compte des holothuries vagiles ou sessiles de forme ramassée (en saucisse ou en fuseau), munies de 10 à 30 tentacules buccaux arborescents (qui sont souvent la seule partie visible de l'animal, quand le corps est dissimulé), rétractables dans un introvert au moyen de muscles rétracteurs du pharynx, attachés à des muscles longitudinaux radiaires simples. Leurs podia peuvent être disposés de manière très délimitée sur les radius (souvent très marqués), ou parfois répartis sur tout le corps ; ils ne sont qu'exceptionnellement absents, chez une poignée d'espèces endogées. Ils n'ont pas de tubes de Cuvier ni d'ampoules tentaculaires. La respiration s'effectue par deux structures pulmonaires qui débouchent sur le cloaque. Ces holothuries ont une paire de gonades de chaque côté du mésentère dorsal. 
Les deux principales familles d'holothuries littorales arborescentes sont les Cucumariidae et les Phyllophoridae, les premières n'ayant que 10 tentacules buccaux (ramifiés) et les secondes un nombre généralement supérieur (souvent 20). Les Psolidae se distinguent par leur sole ventrale, leur face dorsale souvent endurcie voir couverte de plaques protectrices, et le fait que la bouche et l'anus sont dorsaux (trait partagé, mais de manière moins marquée, avec les Ypsilothuriidae). Un autre critère de différenciation est l'anneau calcaire pharyngien : il est complexe et porte des extensions postérieures chez les Phyllophoridae, et très simple chez les Cucumariidae ; ceux des Sclerodactylidae sont intermédiaires (courts mais constitués de nombreux éléments). 

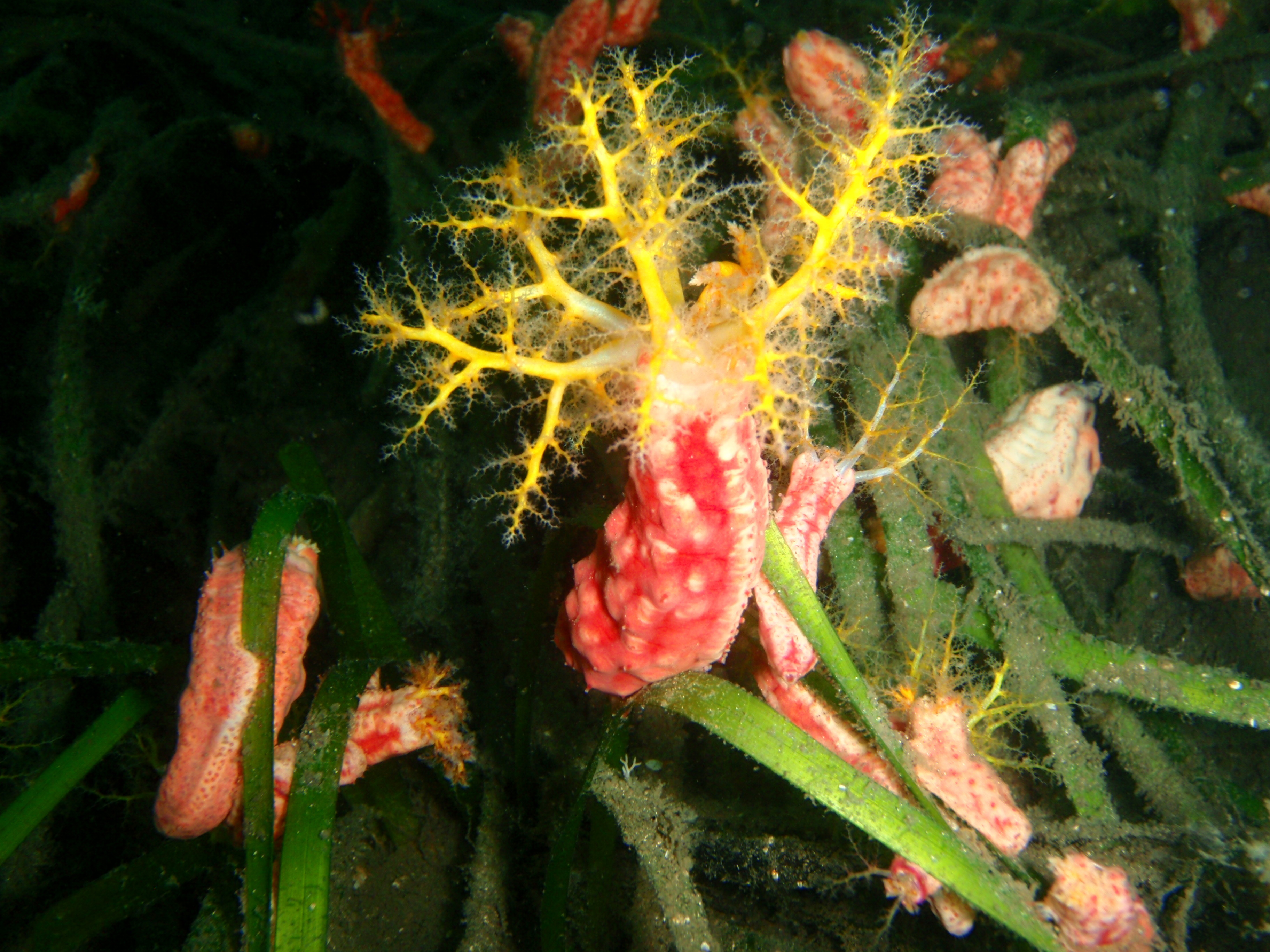
Une Cucumariidae et ses dix bras ramifiés : Cercodemas anceps.
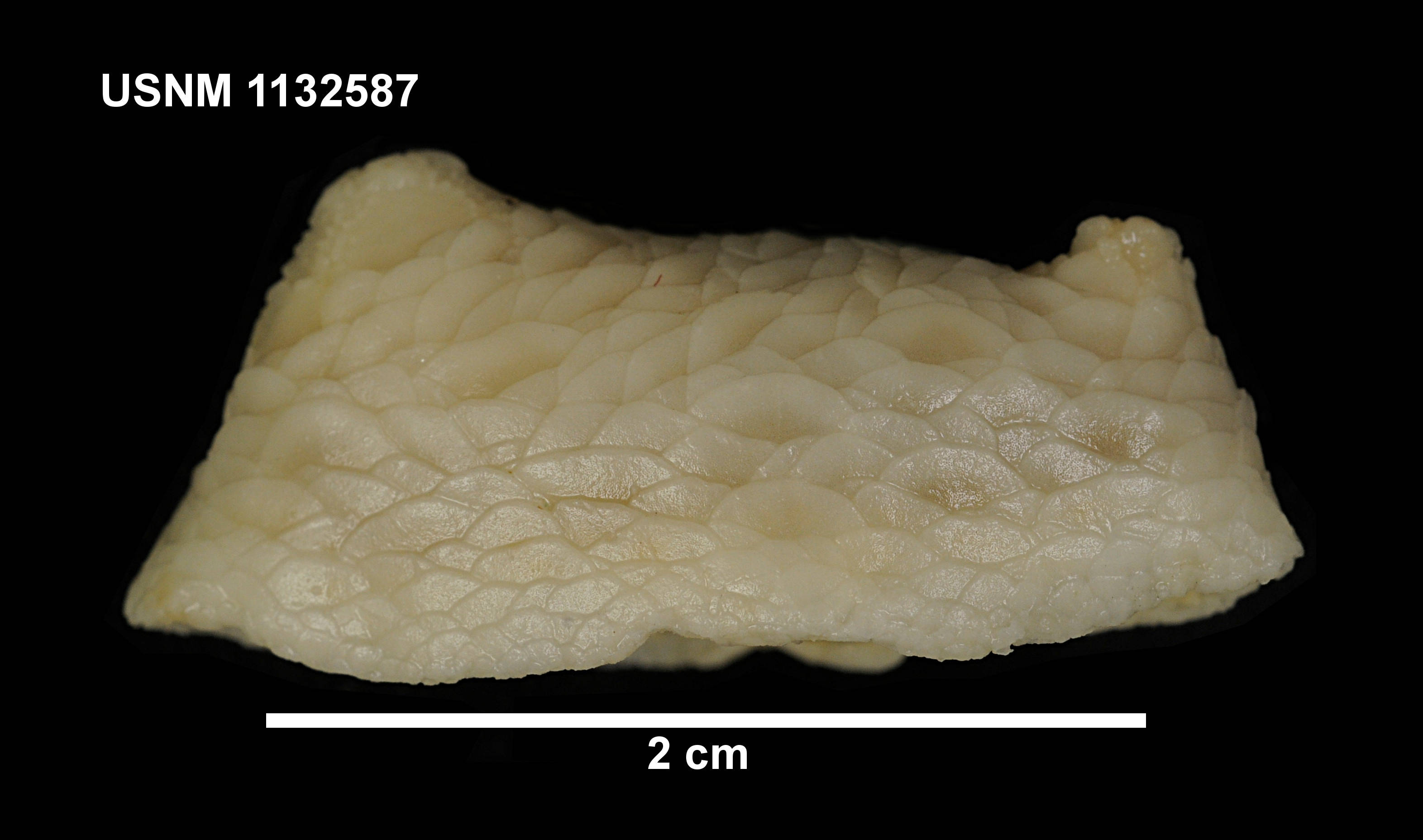
Silhouette aplatie classique d'une Psolidae : Psolus patagonicus.
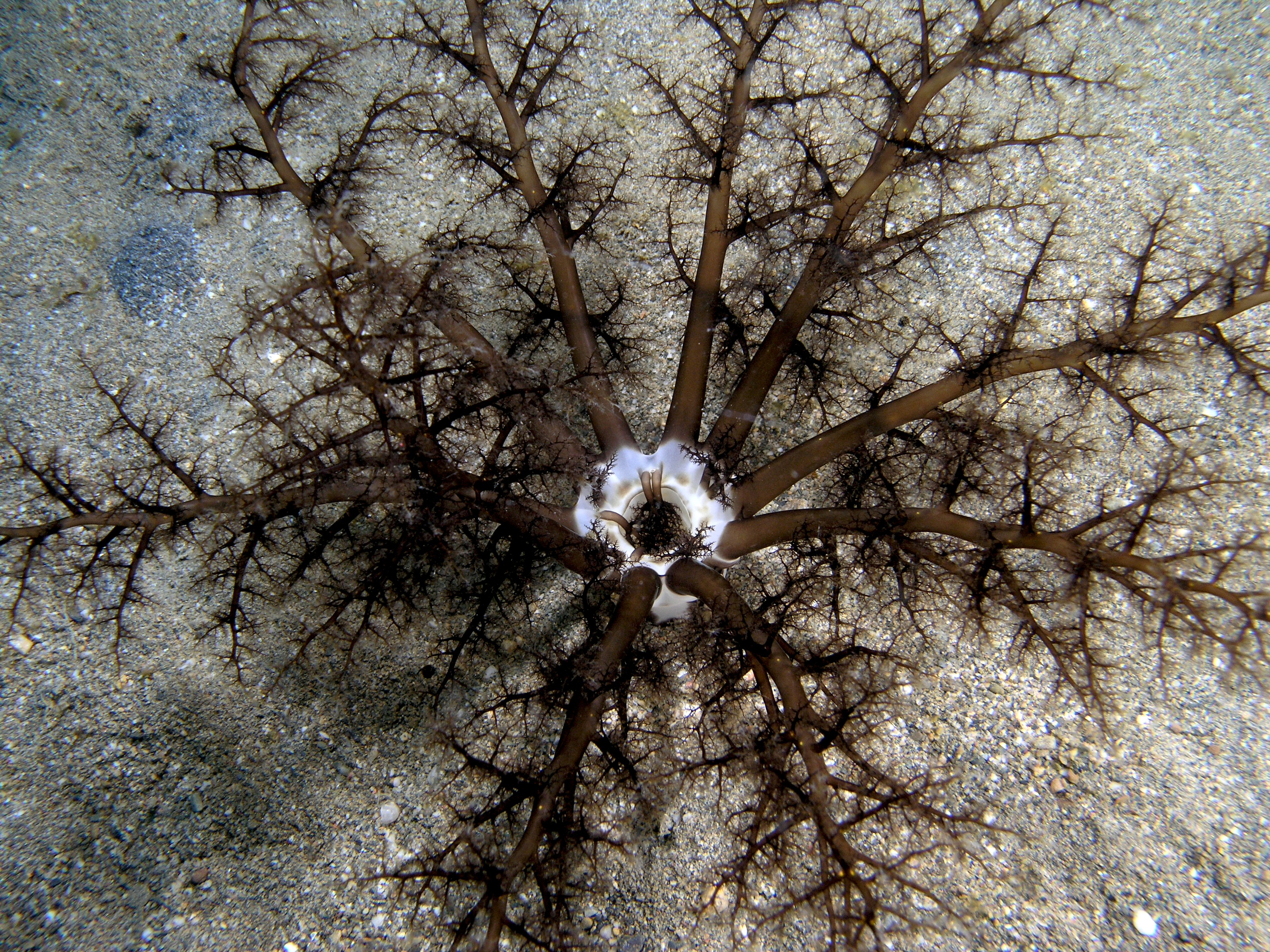
Panache tentaculaire d'une Phyllophoridae, au corps enfoui, et ses 2x10 tentacules.

## Mode de vie
Ce sont pour la plupart des holothuries se déplaçant peu voire pas du tout. Leur corps est maintenu à l'abri (enfoui dans le sable, caché dans une cavité) ou protégé (par un comportement cryptique, une face dorsale endurcie ou des toxines), tandis que le panache de tentacules est déployé dans le courant afin d'y capturer le plancton - il se rétractera rapidement à la moindre menace. Les bras sont ensuite successivement ramenés à la bouche pour y collecter la nourriture, ce qui les fait parfois appeler « lèche-doigts ». Certaines espèces (notamment dans les familles Rhopalodinidae et Ypsilothuriidae) vivent entièrement enfouies dans le sable, ne laissant dépasser que leurs tentacules. 

## Liste des familles
| Selon World Register of Marine Species (2 décembre 2013) : ... - famille Cucumariidae Ludwig, 1894 -- 64 genres - famille Cucumellidae Thandar & Arumugam, 2011 -- 1 genre - famille Heterothyonidae Pawson, 1970 -- 1 genre - famille Paracucumidae Pawson & Fell, 1965 -- 2 genres - famille Phyllophoridae Östergren, 1907 -- 20 genres - famille Placothuriidae Pawson & Fell, 1965 -- 1 genre - famille Psolidae Burmeister, 1837 -- 7 genres - famille Rhopalodinidae Théel, 1886 -- 3 genres - famille Sclerodactylidae Panning, 1949 -- 21 genres - famille Vaneyellidae Pawson & Fell, 1965 -- 3 genres - famille Ypsilothuriidae Heding, 1942 -- 3 genres | Selon ITIS (2 décembre 2013) : - famille Cucumariidae Ludwig, 1894 - famille Paracucumidae - famille Phyllophoridae Östergren, 1907 - famille Placothuriidae - famille Psolidae Perrier, 1902 - famille Sclerodactylidae Panning, 1902 |

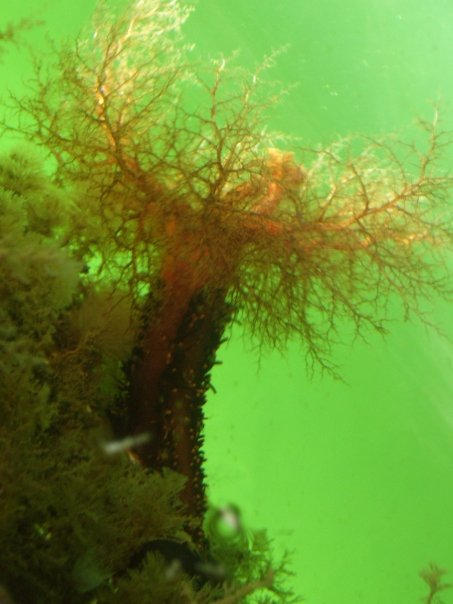
Cucumaria miniata, un Cucumariidae
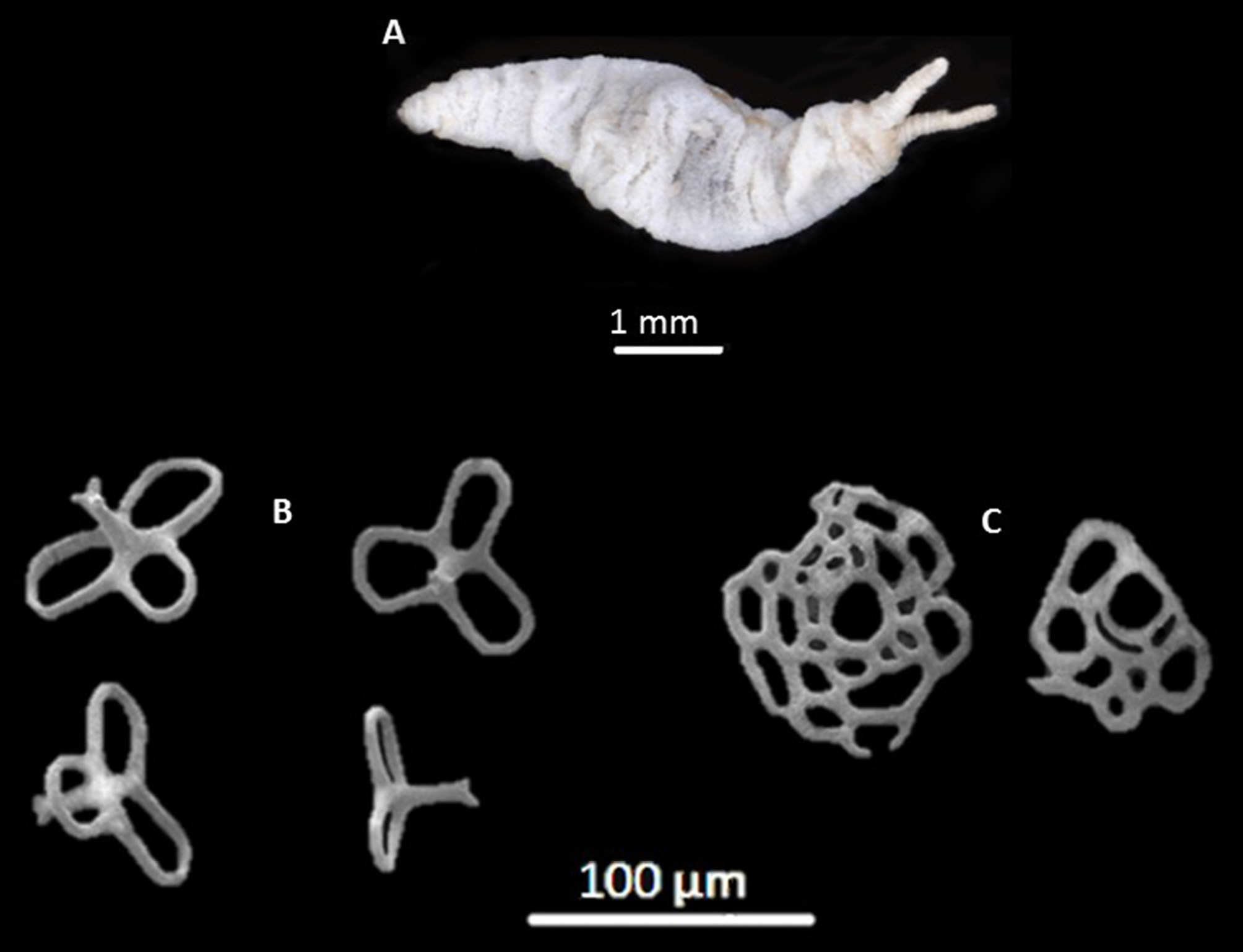
Cucumella triperforata, un Cucumellidae
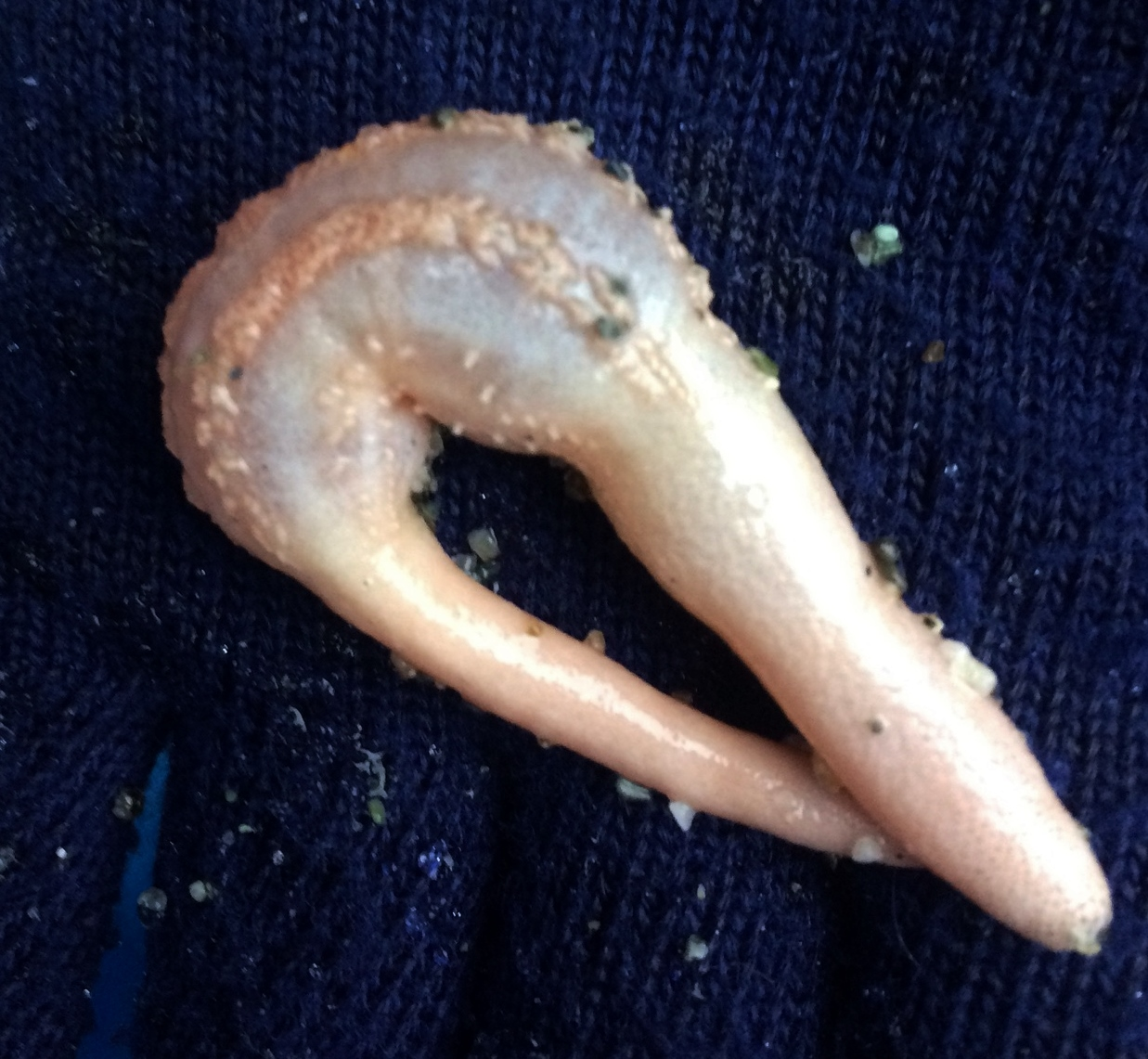
Heterothyone ocnoides, un Heterothyonidae
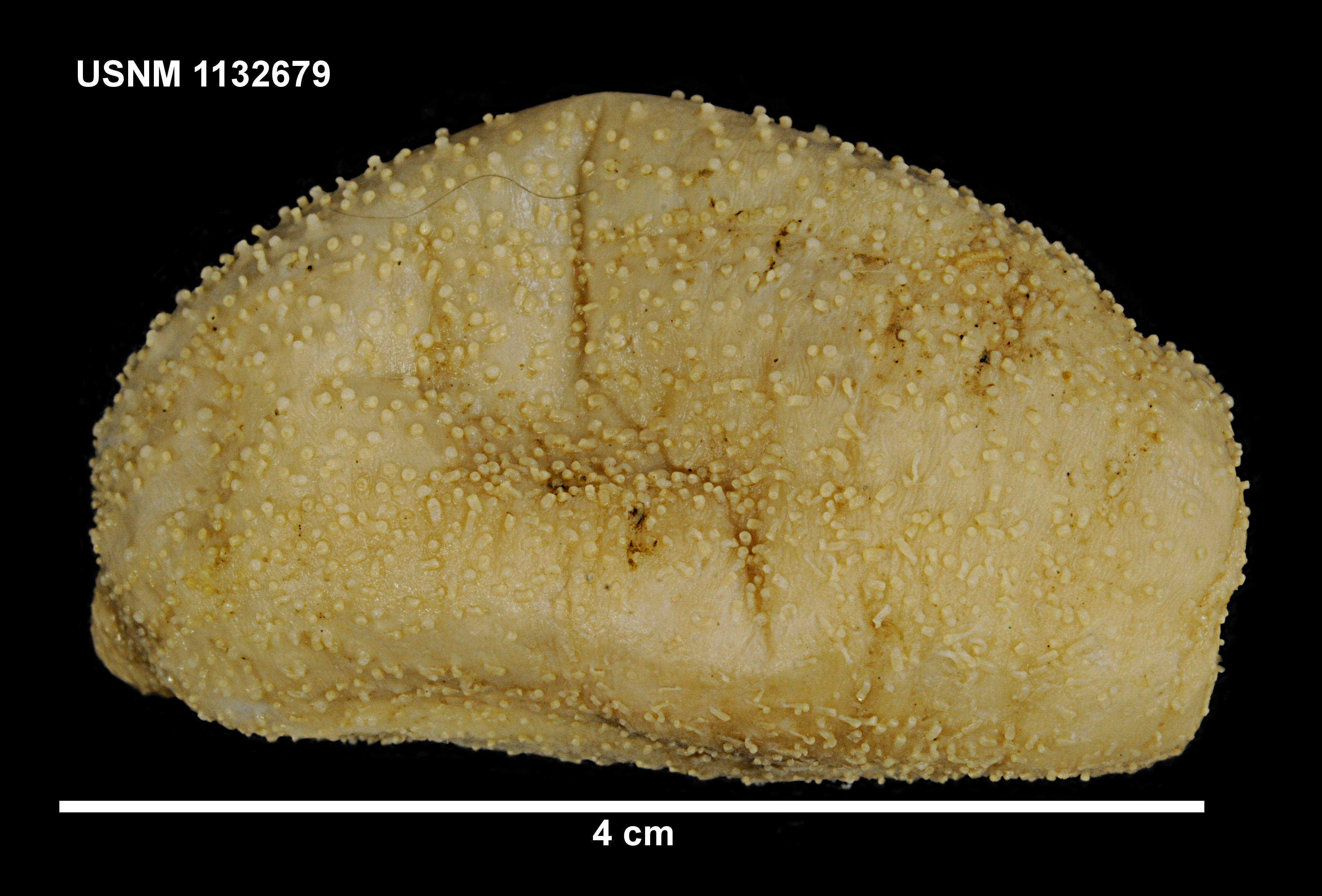
Crucella scotiae, un Paracucumidae
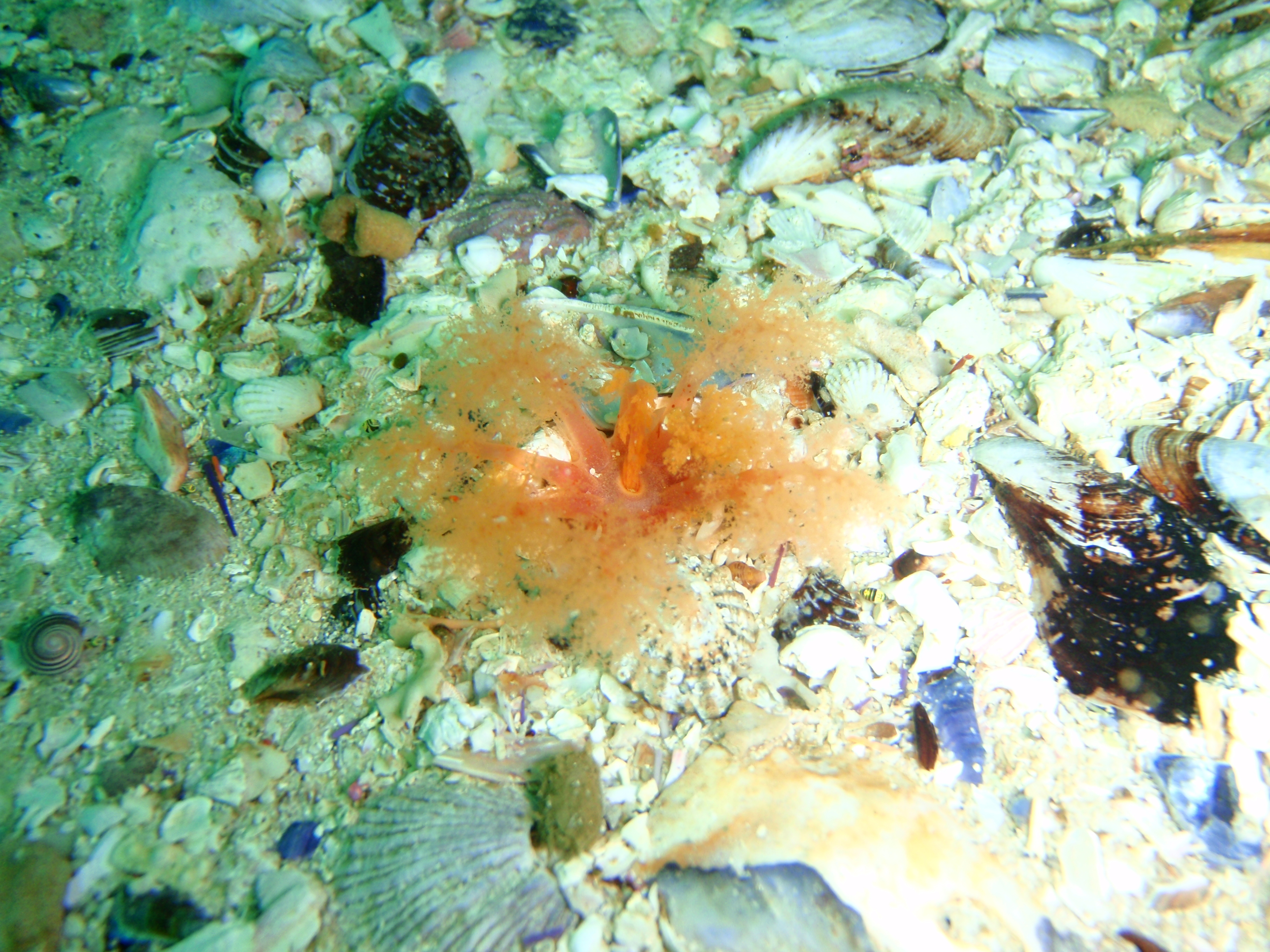
Thyone aurea, un Phyllophoridae
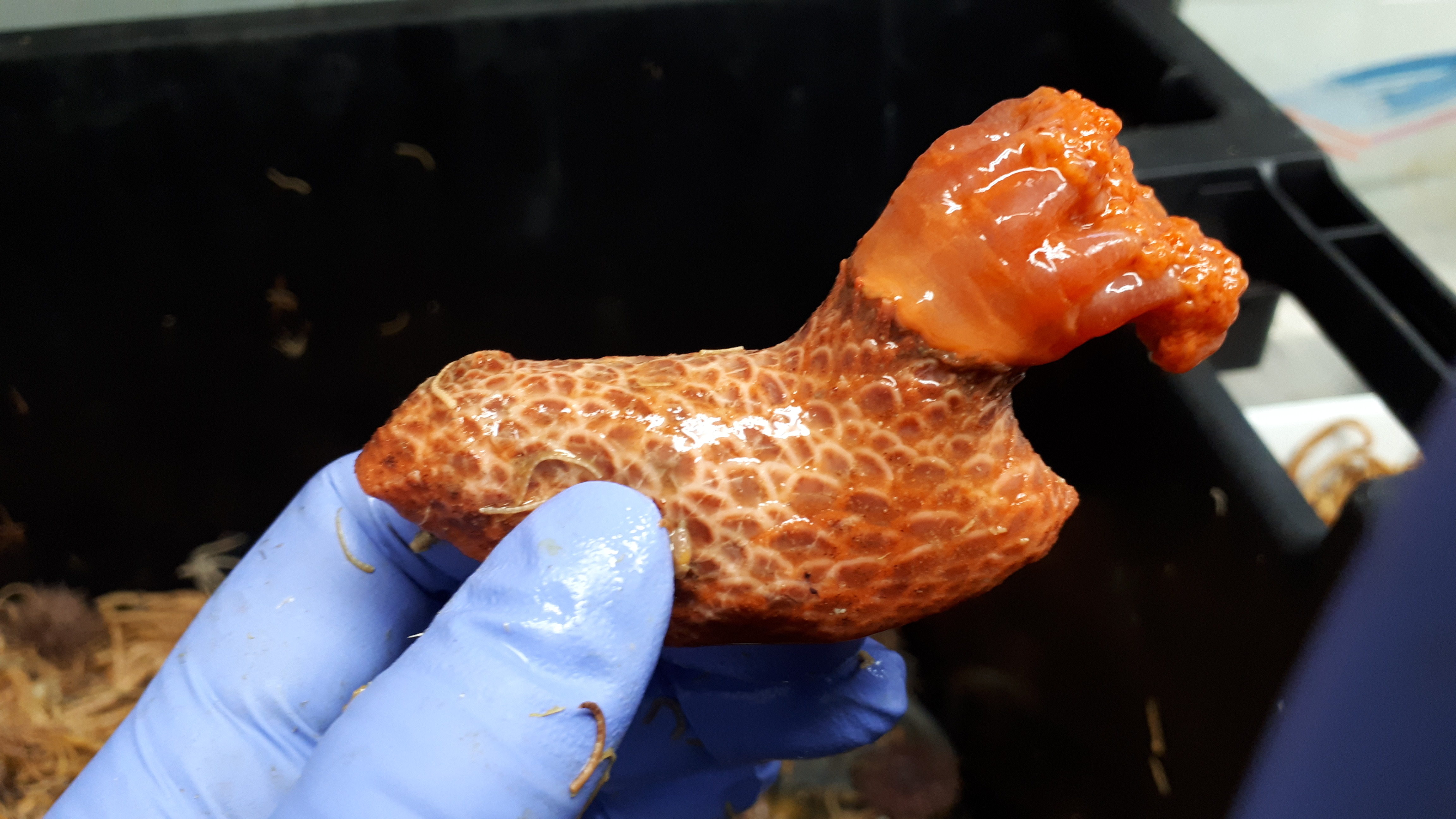
Psolus fabricii, un Psolidae
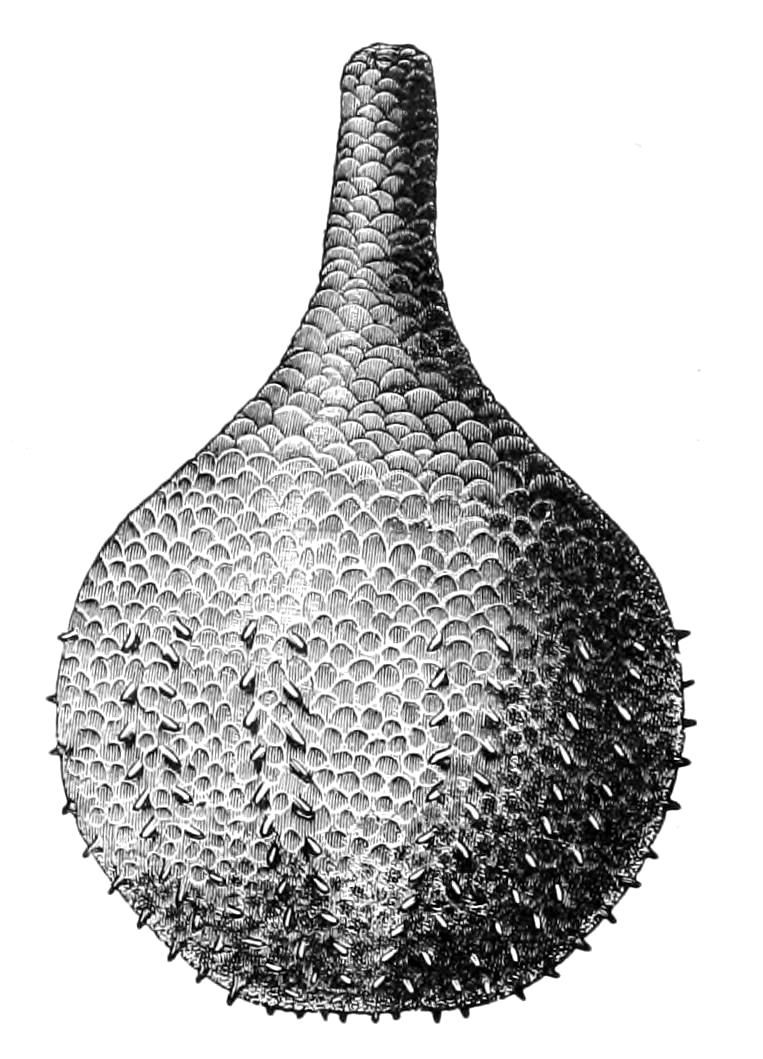
Rhopalodina sp., un Rhopalodinidae
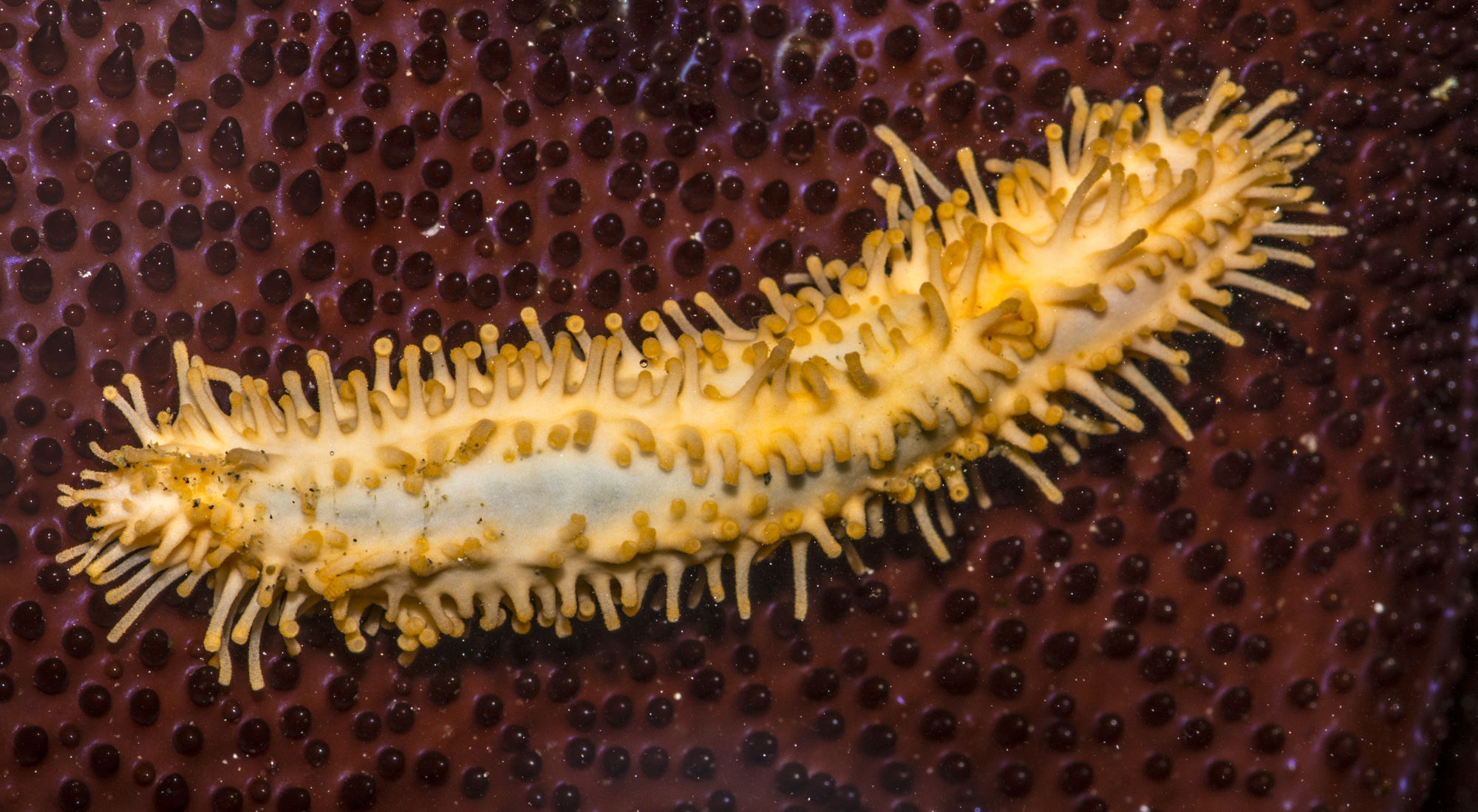
Eupentacta quinquesemita, un Sclerodactylidae
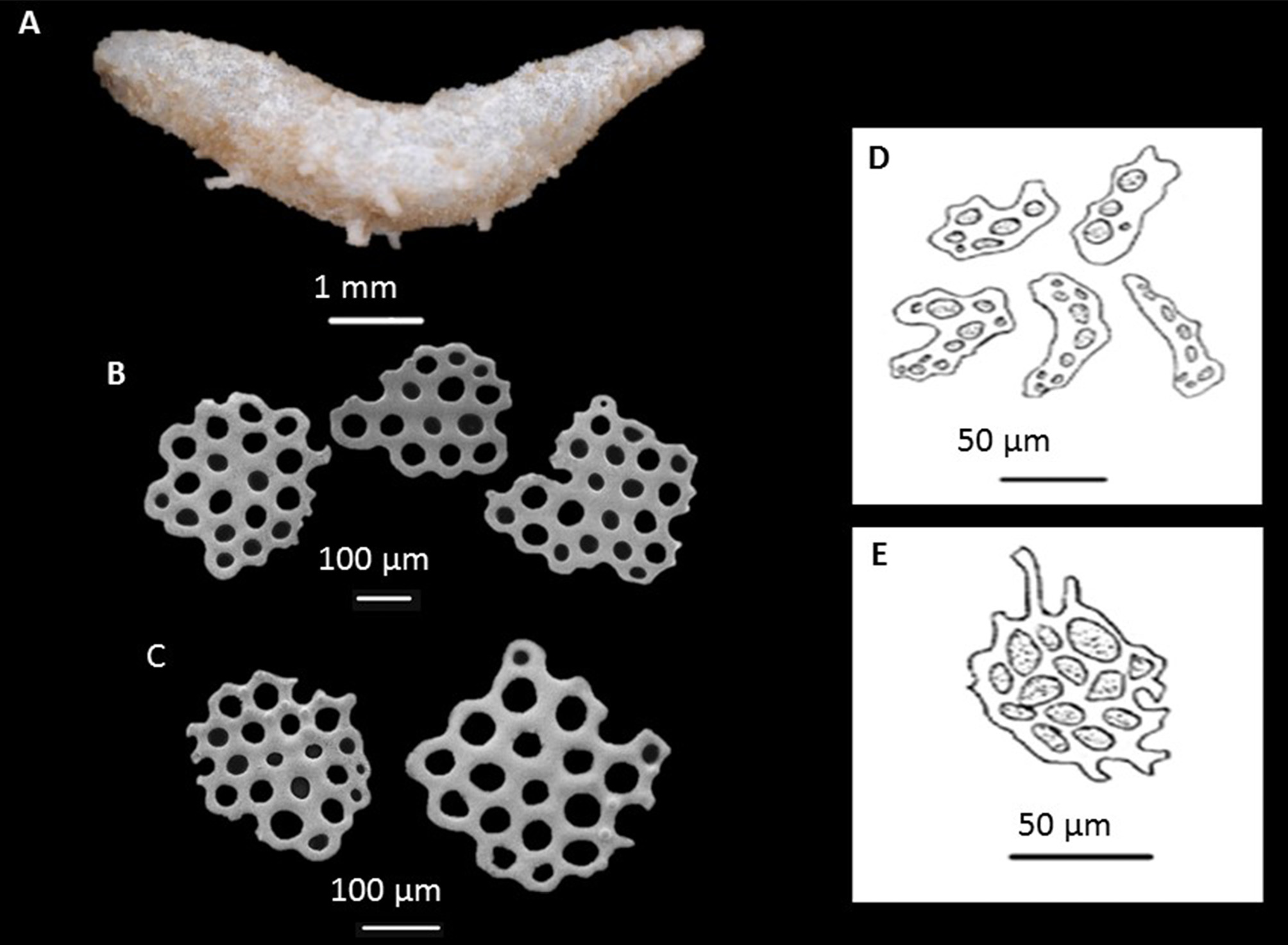
Psolidothuria yasmeena, un Vaneyellidae
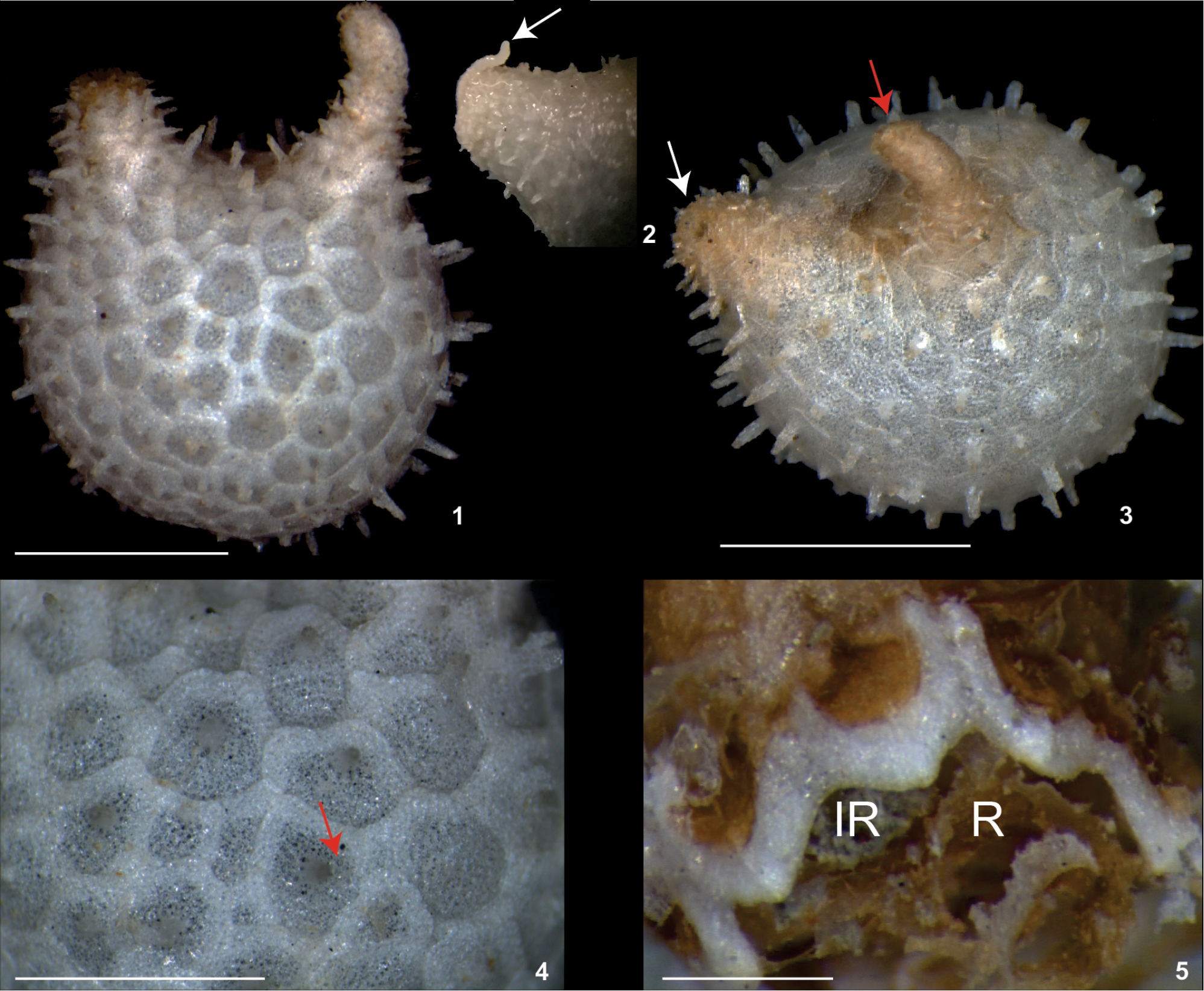
Ypsilothuria bitentaculata, un Ypsilothuriidae

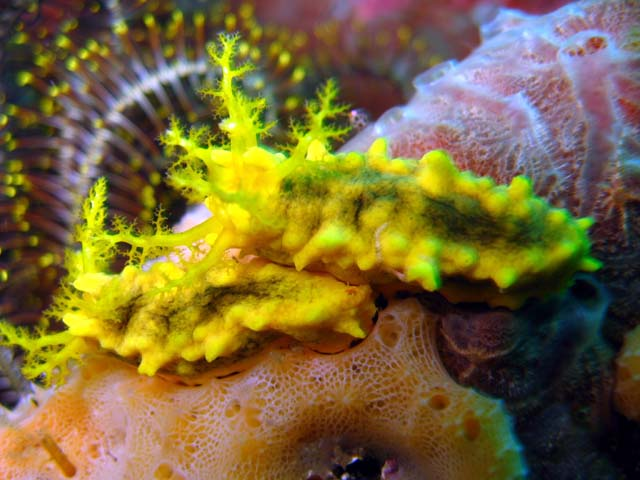
Colochirus robustus
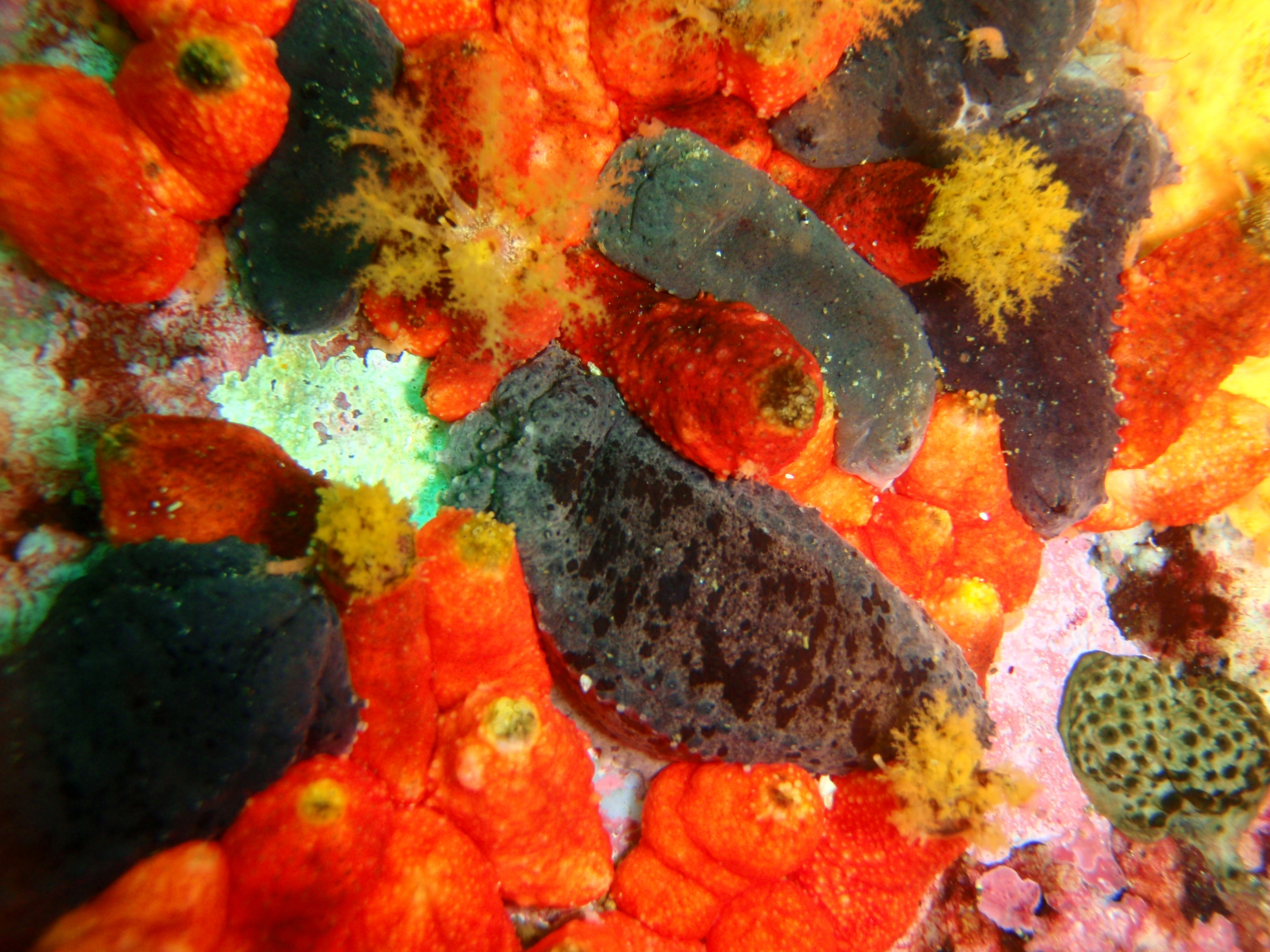
Pseudocnella insolens (rouge) et Pentacta doliolum (sombre)
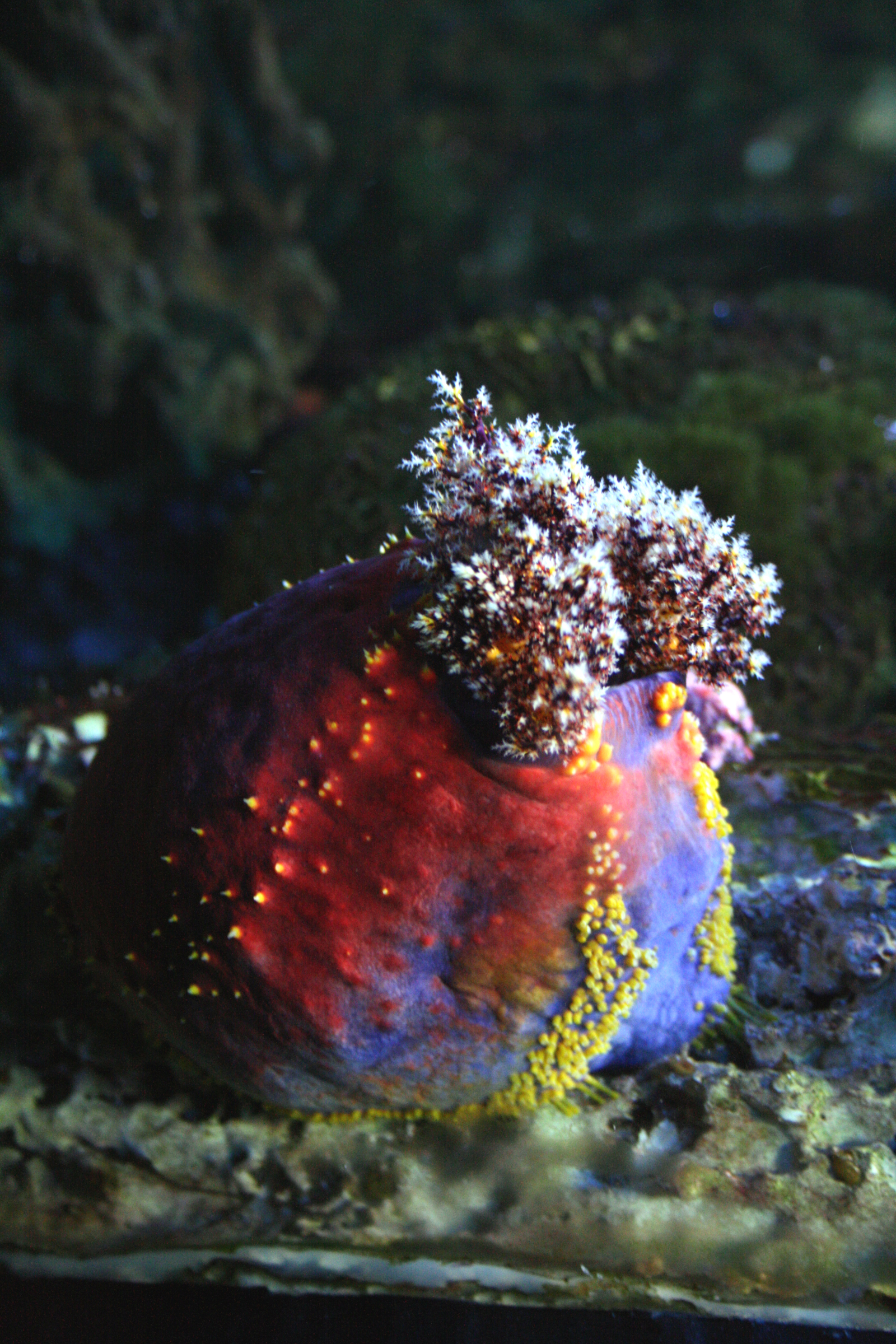
Pseudocolochirus violaceus
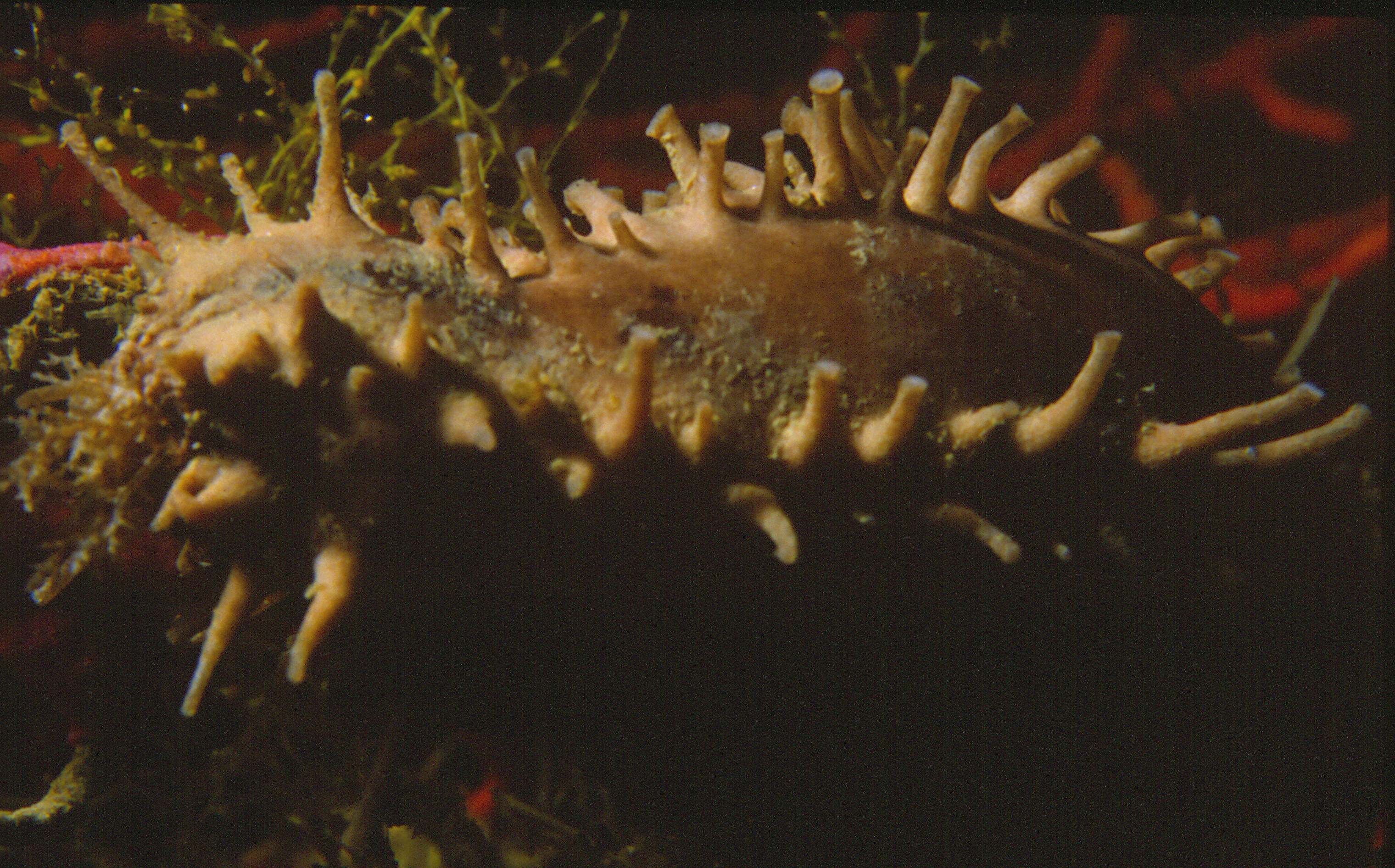
Cucumaria planci